# Laís Souza
Laís da Silva Souza (Ribeirão Preto, 13 dicembre 1988) è una sciatrice freestyle ed ex ginnasta brasiliana.

## Biografia

### Ginnastica artistica
Ha partecipato nella ginnastica artistica alle Olimpiadi di Atene 2004 e Pechino 2008.

### Freestyle
Nel 2013 si dedica allo sci freestyle, nella specialità dei salti, esordendo in Coppa Europa il 5 dicembre a Ruka (22ª). In Coppa del Mondo ha esordito il 10 gennaio 2014 a Deer Valley (28ª).
Qualificatasi alle Olimpiadi invernali di Soči 2014, il 28 gennaio 2014 ha subito un grave incidente in allenamento, sbattendo contro un albero e rimanendo paralizzata.

## Palmarès

### Ginnastica artistica
| Anno | Manifestazione                  | Sede               | Evento              | Risultato | Punteggio |
| ---- | ------------------------------- | ------------------ | ------------------- | --------- | --------- |
| 2003 | XIV Giochi panamericani         | Santo Domingo      | Concorso a squadre  | 3º        | 143,732   |
| 2003 | XIV Giochi panamericani         | Santo Domingo      | Volteggio           | 4º        | 9,287     |
| 2003 | Mondiali                        | Anaheim            | Concorso a squadre  | 8º        | 107,297   |
| 2004 | Giochi della XXVIII Olimpiade   | Atene              | Qualificazioni      | 34º       | 36,199    |
| 2005 | Campionato nazionale brasiliano | Brasile (bandiera) | Volteggio           | 1º        |           |
| 2005 | Campionato nazionale brasiliano | Brasile (bandiera) | Trave               | 1º        |           |
| 2006 | Coppa del Mondo                 | San Paolo          | Volteggio           | 2º        |           |
| 2006 | American Cup                    | Filadelfia         | Individuale         | 4º        |           |
| 2006 | Mondiali                        | Aarhus             | Concorso a squadre  | 7º        | 172,975   |
| 2006 | Mondiali                        | Aarhus             | Volteggio           | 4º        | 14,987    |
| 2006 | Mondiali                        | Aarhus             | Trave di equilibrio | 13º       | 15,225    |
| 2006 | Mondiali                        | Aarhus             | Corpo libero        | 8º        | 14,750    |
| 2007 | XV Giochi panamericani          | Rio de Janeiro     | Concorso a squadre  | 2º        | 236,725   |
| 2007 | XV Giochi panamericani          | Rio de Janeiro     | Volteggio           | 3º        | 14,650    |
| 2007 | XV Giochi panamericani          | Rio de Janeiro     | Parallele           | 3º        | 15,100    |
| 2007 | Mondiali                        | Stoccarda          | Concorso a squadre  | 5º        | 175,125   |
| 2008 | Giochi della XXIX Olimpiade     | Pechino            | Concorso a squadre  | 8º        | 174,500   |

### Freestyle

#### Coppa del Mondo
- Miglior piazzamento in classifica generale: 199ª nel 2014.